# Parlamentswahl in Armenien 2003
- ARF: 11
- AAP: 1
- HDK: 6
- Gerechtigkeit: 15
- OEK: 19
- AM: 9
- HHK: 33
- Unabh.: 37

Parlamentswahlen zur Nationalversammlung wurden in Armenien am 25. Mai 2003 abgehalten. Es gab 56 Direktmandate und 75 Sitze, die auf nationaler Ebene per Verhältniswahl verteilt wurden. Die Republikanische Partei Armeniens geriet dabei zur größten Partei im Parlament mit 33 von 131 Sitzen. Die Wahlen wurden jedoch von internationalen Wahlbeobachtern heftig kritisiert, die weit verbreiteten Betrug beklagten und feststellten, dass die Wahlen nicht den demokratischen Standards entsprachen. Die nächste Parlamentswahl in Armenien erfolgte 2007.

## Offizielles Wahlergebnis
| Partei | Direktmandate | Direktmandate | Direktmandate | Nationale Verhältniswahl | Nationale Verhältniswahl | Nationale Verhältniswahl | Sitze Gesamt | +/- |
| Partei | Stimmen       | %             | Sitze         | Stimmen                  | %                        | Sitze                    | Sitze Gesamt | +/- |
| --- | ------------- | ------------- | ------------- | ------------------------ | ------------------------ | ------------------------ | ------------ | --- |
| Republikanische Partei Armeniens | 124,950       | 11.82         | 10            | 278,712                  | 23.66                    | 23                       | 33/131       | -30 |
| Block Gerechtigkeit (Armenische Volkspartei, Demokratische Partei Armeniens, Republik, Partei der Nationaldemokraten, Sozialdemokratische Huntschak-Partei, Allianz der Nationaldemokraten, Verfassungsrechtliche Union, Nationaldemokratische Union u. eine weitere) |               |               | 0             | 161,533                  | 13.71                    | 14                       | 14/131       | Neu |
| Land des Rechts | 96,079        | 9.09          | 7             | 148,381                  | 12.98                    | 12                       | 19/131       | +13 |
| Armenische Revolutionäre Föderation |               |               | 0             | 134,849                  | 11.45                    | 11                       | 11/131       | +3  |
| Nationale Einheit |               |               | 0             | 104,941                  | 8.91                     | 9                        | 9/131        | Neu |
| Vereinigte Arbeiterpartei |               |               | 0             | 66,817                   | 5.67                     | 6                        | 6/131        | Neu |
| Demokratisch-Liberale Union Armeniens |               |               | 0             | 282,599                  | 23.99                    | 0                        | 0/131        | Neu |
| Mächtiges Mutterland |               |               | 0             | 282,599                  | 23.99                    | 0                        | 0/131        | 0   |
| Demokratisch-Liberale Partei |               |               | 0             | 282,599                  | 23.99                    | 0                        | 0/131        | 0   |
| Würde, Demokratie, Mutterland |               |               | 0             | 282,599                  | 23.99                    | 0                        | 0/131        | Neu |
| Union der Industriellen und Frauen |               |               | 0             | 282,599                  | 23.99                    | 0                        | 0/131        | Neu |
| Armenische Kommunistische Partei |               |               | 0             | 282,599                  | 23.99                    | 0                        | 0/131        | -10 |
| Armenische Volkspartei |               |               | 0             | 282,599                  | 23.99                    | 0                        | 0/131        | -   |
| Recht und Einheit |               |               | 0             | 282,599                  | 23.99                    | 0                        | 0/131        | Neu |
| Republik | 15,298        | 1.45          | 1             | 282,599                  | 23.99                    | 0                        | 1/131        | Neu |
| Allarmenische Arbeiterpartei | 13,556        | 1.28          | 1             | 282,599                  | 23.99                    | 0                        | 1/131        | Neu |
| Unabhängige | 694,344       | 65.66         | 37            | -                        | -                        | -                        | 37/131       | +5  |
| ungültige Stimmen | 6,926         | -             | -             | 10,424                   | -                        | -                        | -            | -   |
| Gesamt | 1,064,474     | 100           | 56            | 1,188,256                | 100                      | 75                       | 131          | 0   |
| Quellen: IFES, IPU |               |               |               |                          |                          |                          |              |     |